# Uptempo (genre musical)
Pour les articles homonymes, voir Uptempo.
L'uptempo, ou uptempo hardcore, est un genre musical dérivé de la techno hardcore et du gabber ayant émergé aux Pays-Bas au début des années 2010. Il est plus rapide, plus bruitiste et plus énergique que le mainstream hardcore. 

## Terminologie
L'utilisation du mot « uptempo » dans le milieu de la techno hardcore peut être retracée à 1992, lorsque l'artiste Sperminator a produit un morceau intitulé Uptempo (Slow Down Mix). En 1996, The Beatsquad sort un morceau happy hardcore intitulé Uptempo Beatz.

## Histoire
La presse spécialisée et le public attribuent généralement la création de l'uptempo au producteur et DJ néerlandais Partyraiser. Ce dernier a initialement accéléré les faces B des albums de techno hardcore, avant que cela ne devienne un style à part entière. Lors d'une interview en 2018, l'intéressé confie que : « la scène uptempo actuelle ramène les vieux souvenirs, à mon avis. Plus de kicks lourds, un tempo plus rapide, des breaks de même pas trois minutes. Je suis assez heureux de jouer des rythmiques considérables depuis 2007 ».
Après la concrétisation du genre, certains artistes ont commencé à expérimenter des kicks sans punch, des kicks plus aigus, des kicks à basse fréquence et un BPM plus lent vers 2019. Certains artistes de la scène hardcore s'opposent de façon musicale à l'existence de l'uptempo : par exemple Hellfish avec le morceau Uptempians Must Die (2020) ou encore Paranoizer avec le morceau Front Anti Piep Kicks (2020).

## Caractéristiques
La vitesse de l'uptempo fluctue généralement entre 185 et 220 BPM et le style musical lui-même présente une production de qualité inférieure, des synthétiseurs à la rythmique élevé, des kicks distordus agressifs et peu ou pas de mélodies. Le kick du genre évolue à la fin des années 2010 avec l'introduction du « piep kick », c'est-à-dire une grosse caisse dont le punch est hautement filtré et aigu. Le mot néerlandais piep signifiant « bip » en français.
Depuis la fin des années 2010, la durée des morceaux est raccourcie, souvent comprise entre 2 minutes et 3 minutes 30.

## Artistes et labels
Les artistes et groupes notoires du genre incluent donc Partyraiser,, mais aussi et notamment F. Noize, DRS,, Estasia, Unread, et Lil Texas.
Parmi les labels discographiques, on peut citer Partyraiser Recordings, Footworxx, Barbaric Records, Offensive Rage, et Triple Six Records.

## Événements
À l'échelle internationale, le genre est diffusé dans des événements et festivals de renom comme Tomorrowland et Dream Nation. Aux Pays-Bas, nombre d'événements diffusent de l'uptempo en soirée comme Velocity et Annihilation. En France, ce sont des soirées telles que Born to Rave (initiée par Audiogenic) et M1K (depuis novembre 2023) qui en diffusent.